# Андриенко-Нечитайло, Михаил Фёдорович
Михаил (Мишель) Фёдорович Андриенко-Нечитайло (укр. Михайло Федорович Андрієнко-Нечитайло; 1894, Одесса, Российская империя — 1982, Париж) — французский живописец, художник-модернист, сценограф, новеллист.

## Биография
Из дворян. Украинского происхождения. Родился в семье губернского секретаря, Ф. С. Нечитайло-Андриенко. В 1910 году с семьёй переехал в Херсон, где стал рисовать пейзажи, экспонировать свои работы на выставках Херсонского общества любителей изящных искусств. С 1912 по 1917-й годы учился в Петроградском университете, школе общества поощрения художеств у Н. Рериха и И. Билибина. Тогда же создал свои первые произведения в кубистическом стиле.
В 1914 году участвовал в международной выставке графики в Лейпциге. В 1918—1919 годах работал художником Камерного театра Миклашевского в Одессе.
Из-за политической ситуации в 1920 году нелегально пересёк румынскую границу; работал в Бухаресте, ожидая визу Чехословакии. Создал декорации для балета Королевской оперы «Миллионы Арлекина». Работа была настолько талантливой, что художник получил приглашение работать в румынской столице, но не дал на это согласия.
Позже некоторое время путешествовал по Европе (Чехословакия, Италия, Австрия, Германия). В 1923 году поселился в Париже, где прожил до конца жизни.
В Париже М. Андриенко-Нечитайло создал свои самые знаменитые работы в стиле кубизма, конструктивизма, сюрреализма, неореализма, абстракционизма. Произведения художника характеризуются точностью композиции, гармоническим единством цвета. Декорации его, созданные для многочисленных французских театров, отличаются лаконизмом и архитектурным схематизмом.
Кроме того, М. Андриенко-Нечитайло — автор психологических новелл и статей об искусстве, которые печатались в эмигрантских журналах «Возрождение», «Новый журнал», «Современник» и др.
В 1978 году художник ослеп. Похоронен на кладбище Сент-Женевьев-де-Буа в Париже.
Произведения М. Андриенко-Нечитайло хранятся в Музее современного искусства Парижа, Музее Виктории и Альберта в Лондоне, музее Метрополитен в Нью-Йорке, Национальной библиотеке в Вене, Национальном музее во Львове, Музее современного искусства Сент-Этьена, Музее Украинского католического университета в Риме, многочисленных частных собраниях.

## Избранные работы
- Бухарест — Королевская опера — «Миллионы Арлекина», 1921
- Прага — театр «Народное дивадло», Новый немецкий театр, Театр Кляйне Бюне, Театр Андрея, Летний театр, Камерный русский театр
- Париж — театр «Арк ан Сьель» и театр Пигаль
- для кинофильмов — «Казанова» и «Шехерезада».